# Eknath Shinde

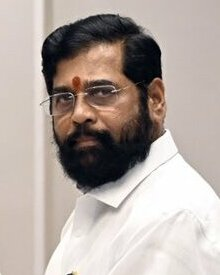
Eknath Shinde (2022)

Eknath Sambhaji Shinde (Marathi एकनाथ संभाजी शिंदे; * 9. Februar 1964 im Distrikt Satara, Maharashtra) ist ein indischer Politiker. Seit dem 30. Juni 2022 ist er Chief Minister des Bundesstaats Maharashtra.

## Biografie

### Politische Laufbahn
Shinde wurde ein einem Dorf in den Westghats im Taluk Jawali des Distrikts Satara in eine Marathen-Familie geboren. Die Familie zog auf der Suche nach Arbeit in die Großstadt Thane. In Thane besuchte Shinde die Mangala High School & Junior College und schoss seine Schulbildung im 11. Schuljahr 1981 ab. Zeitweilig arbeitete er in Thane als Rikschaläufer. Er wurde frühzeitig politisch aktiv und schloss sich der Shiv Sena an, eine Regionalpartei, die einen rigorosen marathischen Nationalismus kombiniert mit einer Hindutva-Agenda vertrat. Er gründete eine Gewerkschaft für die Partei und stieg rasch in den Parteirängen auf. 1997 wurde er für Shiv Sena in den Stadtrat der Thane Municipal Corporation gewählt. 2001 wurde er Shiv-Sena-Parteivorsitzender in Thane. 2004 wurde er im Wahlkreis 53-Thane in das Regionalparlament von Maharashtra gewählt. Bei der folgenden Wahl 2009 gewann er den Wahlkreis 147-Kopri-Pachpakhadi, den er auch bei den Wahlen 2014 und 2019 behaupten konnte. In der Koalitionsregierung zwischen Shiv Sena und Bharatiya Janata Party (BJP) in Maharashtra ab 2014 war er Minister für öffentliche Bauvorhaben, öffentliche Gesundheitsvorsorge und Familienwohlfahrt.

### Regierungskrise in Maharashtra 2022
Im Jahr 2022 war Shinde eine zentrale Figur in der politischen Krise, die sich in der Regierung Maharashtras abspielte. Seit 2019 war in Maharashtra eine Koalitionsregierung aus Shiv Sena, der Kongresspartei und der Nationalist Congress Party unter Chief Minister Uddhav Thackeray (Shiv Sena) im Amt. Diese Regierung aus ideologisch äußerst unterschiedlichen, eigentlich inkompatiblen Partnern war vor allem deswegen zustandengekommen, weil einerseits die Kongressparteiführung unter allen Umständen eine Regierungsbeteiligung der BJP hatte verhindern wollen und weil andererseits der Shiv-Sena-Vorsitzende Uddhav Thackeray für sich den Posten des Chief Ministers anstrebte. An der Shiv-Sena-Parteibasis war die Koalition jedoch von Anfang an unpopulär. Ausgelöst wurde die Regierungskrise durch ein Treffen von 33 Shiv-Sena-Abgeordneten (von insgesamt 55) unter der Führung Eknath Shindes in einem Hotel in Surat (Gujarat) am 21. Juni 2022. Das Treffen wurde in der Öffentlichkeit als Fraktionsbildung innerhalb der Shiv-Sena-Parlamentsfraktion in Opposition zum Vorsitzenden Uddhav Thackeray gewertet. Die Parlamentariergruppe setzte ihre Beratungen in den folgenden Tagen in Guwahati (Assam) fort, wo weitere Shiv-Sena-Abgeordnete hinzustießen. Shinde betonte sein Festhalten an der Hindutva-Ideologie, und erklärte, dass es „für das Überleben der Partei unerlässlich“ sei, dass sie „aus der unnatürlichen Front“ (Koalition) herauskäme. In seinem Twitter-Konto entfernte Shinde jede Bezüge zu Shiv Sena, so dass Spekulationen aufkamen, ob er eine eigene Partei gründen oder zur BJP wechseln wolle. In Vadodara (Gujarat) führte Shinde nach Presseberichten auch Gespräche mit Devendra Fadnavis (BJP) und Innenminister Amit Shah (BJP).
Der von den Entwicklungen offenbar überraschte und schockierte Chief Minister Uddhav Thackeray erklärte am 22. Juni 2022 seine Bereitschaft, den Posten des Chief Ministers zu räumen und auch als Shiv-Sena-Parteivorsitzender zurückzutreten, wenn seine Partei dies wünsche. Am 28. Juni 2022 wurde Shinde durch die ihn unterstützenden Parteidissidenten zum Parteivorsitzenden gewählt.
Nachdem durch den Gouverneur von Maharashtra eine Vertrauensfrage im Parlament angesetzt worden war, mit der die Regierung Thackeray ihre parlamentarische Mehrheit unter Beweis stellen sollte, trat Thackeray am 29. Juni 2022 von seinem Amt zurück. Am 30. Juni 2022 wurde Eknath Shinde als Chief Minister an der Spitze einer Koalitionsregierung aus BJP und Shiv Sena vereidigt. Sein Stellvertreter wurde Devendra Fadnavis.

## Persönliches
Shinde hat mit seiner Frau Lata einen Sohn, Shrikant, der von Beruf Orthopäde ist. Der Sohn ist ebenfalls politisch aktiv und wurde für Shiv Sena bei den indischen Parlamentswahlen 2014 und 2019 im Wahlkreis 24-Kalyan in die Lok Sabha gewählt. Im Jahr 2000 erlebte Shinde eine persönliche Tragödie, als zwei seiner Kinder im Alter von 7 und 11 Jahren bei einem Bootsunfall ums Leben kamen.